# El mar
Pour plus de détails, voir Fiche technique et Distribution.
El mar est un drame catalan, coécrit et réalisé par le cinéaste Agustí Villaronga, adapté du roman La Mer de Blai Bonet. Le film sort le 14 avril 2000 en Espagne et le 26 juillet 2000 en France.

## Synopsis
L'histoire se passe en 1936 à Majorque, sous la République, alors que la guerre d'Espagne bat son plein. Manuel et Andreu sont encore enfants. Ils sont témoins de cruautés, dont la fusillade de prisonniers par le père d'un de leurs amis.
Dix ans plus tard, Manuel et Andreu, malades de tuberculose, se rencontrent dans un sanatorium. Leur amitié est toujours vive, mais la maladie les freine. Manuel est tout de même amoureux d'André.

## Fiche technique
- Titre original : El mar
- Titre français : El mar
- Titre québécois : La mer
- Réalisation : Agustí Villaronga
- Scénario : Agustí Villaronga
- Direction artistique : Francesc Candini
- Décors : Francesc Candini
- Costumes : Andrés Urdiciaian
- Photographie : Jaume Peracaula
- Son :
- Montage : Raúl Román
- Musique : Javier Navarrete
- Production : Isona Passola, Paulo Branco
- Société(s) de production : Gémini Films et Massa d'Or Produccions
- Société(s) de distribution :  : Laurenfilm /  : Gémini Films
- Budget :
- Pays d’origine :  Espagne/ France
- Langue : Catalan

- Format : Couleurs - 35mm - 1.85:1 - Mono
- Genre cinématographique : Drame
- Durée : 110 minutes
- Date de sortie :
- Allemagne : 15 février 2000 (Berlinale 2000)
  -  Espagne : 14 avril 2000 /  France : 26 juillet 2000

## Distribution
- Roger Casamajor : Andreu Ramallo
- Bruno Bergonzini : Manuel Tur
- Antònia Torrens : Sœur Francisca
- Ángela Molina : Carmen
- Hernán González : Galindo
- Juli Mira : Don Eugeni
- Simón Andreu : Alcántara
- Miguel Ángel Jiménez : Toni Seguí

## Distinctions
- 2000 : Prix Manfred Salzgeber à la Berlinale 2000 ;
- 2000 : Prix Butaca du meilleur film catalan (partagé avec Krámpack);